# Gran Premio del Canada 1969
Il Gran Premio del Canada 1969,  IX Player's Grand Prix of Canada e nona gara del campionato di Formula 1 del 1969, si è svolto il 20 settembre sul Circuito di Mosport ed è stato vinto da Jacky Ickx su Brabham-Ford Cosworth.

## Qualifiche
| Pos | No | Pilota               | Costruttore    | Scuderia                              | Tempo  | Distacco |
| --- | -- | -------------------- | -------------- | ------------------------------------- | ------ | -------- |
| 1   | 11 | Jacky Ickx           | Brabham-Ford   | Motor Racing Developments Ltd         | 1:17.4 | -        |
| 2   | 18 | Jean-Pierre Beltoise | Matra-Ford     | Matra International                   | 1:17.9 | +0.5     |
| 3   | 2  | Jochen Rindt         | Lotus-Ford     | Gold Leaf Team Lotus                  | 1:17.9 | +0.5     |
| 4   | 17 | Jackie Stewart       | Matra-Ford     | Matra International                   | 1:17.9 | +0.5     |
| 5   | 5  | Denny Hulme          | McLaren-Ford   | Bruce McLaren Motor Racing            | 1:18.0 | +0.6     |
| 6   | 12 | Jack Brabham         | Brabham-Ford   | Motor Racing Developments Ltd         | 1:18.0 | +0.6     |
| 7   | 1  | Graham Hill          | Lotus-Ford     | Gold Leaf Team Lotus                  | 1:18.3 | +0.9     |
| 8   | 9  | Jo Siffert           | Lotus-Ford     | Rob Walker/Jack Durlacher Racing Team | 1:18.5 | +1.1     |
| 9   | 4  | Bruce McLaren        | McLaren-Ford   | Bruce McLaren Motor Racing            | 1:18.5 | +1.1     |
| 10  | 21 | Piers Courage        | Brabham-Ford   | Frank Williams Racing Cars            | 1:19.5 | +2.1     |
| 11  | 3  | John Miles           | Lotus-Ford     | Gold Leaf Team Lotus                  | 1:20.0 | +2.6     |
| 12  | 15 | Jackie Oliver        | BRM            | Owen Racing Organisation              | 1:20.2 | +2.8     |
| 13  | 6  | Pedro Rodríguez      | Ferrari        | North American Racing Team            | 1:20.5 | +3.1     |
| 14  | 14 | John Surtees         | BRM            | Owen Racing Organisation              | 1:20.6 | +3.2     |
| 15  | 19 | Johnny Servoz-Gavin  | Matra-Ford     | Matra International                   | 1:21.4 | +4.0     |
| 16  | 25 | Pete Lovely          | Lotus-Ford     | Pete Lovely Volkswagen Inc.           | 1:22.9 | +5.5     |
| 17  | 69 | Al Pease             | Eagle-Climax   | John Maryon                           | 1:28.5 | +11.1    |
| 18  | 16 | Bill Brack           | BRM            | Owen Racing Organisation              | 1:28.7 | +11.3    |
| 19  | 26 | John Cordts          | Brabham-Climax | Paul Seitz                            | 1:29.7 | +12.3    |
| 20  | 20 | Silvio Moser         | Brabham-Ford   | Silvio Moser Racing Team              | 1:41.4 | +24.0    |

## Gara
| Pos | No | Pilota               | Costruttore    | Giri | Tempo/Ritiro        | Pos. Griglia | Punti |
| --- | -- | -------------------- | -------------- | ---- | ------------------- | ------------ | ----- |
| 1   | 11 | Jacky Ickx           | Brabham-Ford   | 90   | 1:59:25.7           | 1            | 9     |
| 2   | 12 | Jack Brabham         | Brabham-Ford   | 90   | + 46.2              | 6            | 6     |
| 3   | 2  | Jochen Rindt         | Lotus-Ford     | 90   | + 52.0              | 3            | 4     |
| 4   | 18 | Jean-Pierre Beltoise | Matra-Ford     | 89   | + 1 Giro            | 2            | 3     |
| 5   | 4  | Bruce McLaren        | McLaren-Ford   | 87   | + 3 Giri            | 9            | 2     |
| 6   | 19 | Johnny Servoz-Gavin  | Matra-Ford     | 84   | + 6 Giri            | 15           | 1     |
| 7   | 25 | Pete Lovely          | Lotus-Ford     | 81   | + 9 Giri            | 16           |       |
| NC  | 16 | Bill Brack           | BRM            | 80   | Non Classificato    | 18           |       |
| Rit | 1  | Graham Hill          | Lotus-Ford     | 42   | Motore              | 7            |       |
| Rit | 9  | Jo Siffert           | Lotus-Ford     | 40   | Trasmissione        | 8            |       |
| Rit | 3  | John Miles           | Lotus-Ford     | 40   | Cambio              | 11           |       |
| Rit | 6  | Pedro Rodríguez      | Ferrari        | 37   | Pressione dell'olio | 13           |       |
| Rit | 17 | Jackie Stewart       | Matra-Ford     | 32   | Collisione          | 4            |       |
| SQ  | 69 | Al Pease             | Eagle-Climax   | 22   | Squalificato        | 17           |       |
| Rit | 14 | John Surtees         | BRM            | 15   | Motore              | 14           |       |
| Rit | 21 | Piers Courage        | Brabham-Ford   | 13   | Perdita di benzina  | 10           |       |
| Rit | 26 | John Cordts          | Brabham-Climax | 10   | Perdita d'olio      | 19           |       |
| Rit | 5  | Denny Hulme          | McLaren-Ford   | 9    | Distributore        | 5            |       |
| Rit | 15 | Jackie Oliver        | BRM            | 2    | Motore              | 12           |       |
| Rit | 20 | Silvio Moser         | Brabham-Ford   | 0    | Incidente           | 20           |       |

## Statistiche

### Piloti
- 3ª vittoria per Jacky Ickx
- 1° e unico Gran Premio per John Cordts
- Ultimo Gran Premio per Al Pease

### Costruttori
- 12° vittoria per la Brabham
- Ultimo Gran Premio per la Eagle

### Motori
- 24ª vittoria per il motore Ford Cosworth
- Ultimo Gran Premio per il motore Climax

### Giri al comando
- Jochen Rindt (1-5)
- Jackie Stewart (6-32)
- Jacky Ickx (33-90)

## Classifiche Mondiali

### Piloti
| Pos. | Pilota               | Punti |
| ---- | -------------------- | ----- |
| 1    | Jackie Stewart       | 60    |
| 2    | Jacky Ickx           | 31    |
| 3    | Bruce McLaren        | 26    |
| 4    | Graham Hill          | 19    |
|      | Jean-Pierre Beltoise | 19    |
| 6    | Jo Siffert           | 15    |
| 7    | Jochen Rindt         | 13    |
| 8    | Denny Hulme          | 11    |
| 9    | Piers Courage        | 10    |
| 10   | Jack Brabham         | 7     |
| 11   | Chris Amon           | 4     |
| 12   | Richard Attwood      | 3     |
|      | Vic Elford           | 3     |
| 14   | John Surtees         | 2     |
| 15   | Pedro Rodríguez      | 1     |
|      | Johnny Servoz-Gavin  | 1     |

### Costruttori
| Pos. | Team                  | Punti   |
| ---- | --------------------- | ------- |
| 1    | Matra-Ford Cosworth   | 63      |
| 2    | Brabham-Ford Cosworth | 39      |
| 3    | Lotus-Ford Cosworth   | 38      |
| 4    | McLaren-Ford Cosworth | 29 (31) |
| 5    | Ferrari               | 5       |
| 6    | BRM                   | 2       |